# Kébila
Kébila is een gemeente (commune) in de regio Sikasso in Mali. De gemeente telt 33.000 inwoners (2009).
De gemeente bestaat uit de volgende plaatsen:
- Bafaga
- Bankoumanan–Tiola
- Bougoula
- Diaka
- Dialakoroba
- Dialanikoro
- Falani
- Kébila
- Kocouna-Blaba
- Kocouna-Samba
- Kongo
- Konna
- N'Krefiana
- N'Tiobala
- Samba
- Sinziniba
- Toulomadio